# Cot Cantek
Cot Cantek is een bestuurslaag in het regentschap Pidie van de provincie Atjeh, Indonesië. Cot Cantek telt 170 inwoners (volkstelling 2010).